# Hành trình của Elaina
Hành trình của Elaina (dựa theo tựa tiếng Anh là The Journey of Elaina), còn được biết với tên gốc Majo no Tabitabi (Nhật: 魔女の旅々 n.đ. "Chuyến đi của nữ phù thủy") là một series light novel Nhật Bản, được viết bởi Shiraishi Jōgi (白石 定規) và minh họa bởi Azure (あずーる Azūru). SB Creative đã xuất bản 20 quyển sách từ ngày 14 tháng 4 năm 2016 dưới ấn bản GA Novel. Light novel được cấp quyền phát hành ở Bắc Mỹ bởi Yen Press. Chuyển thể manga cùng tên do Nanao Itsuki thực hiện từ năm 2018 qua tạp chí manga Manga UP! của Square Enix. Series được sưu tầm thành năm quyển tankōbon duy nhất. Bản chuyển thể anime truyền hình do Xưởng phim C2C thực hiện bắt đầu khởi chiếu vào ngày 2 tháng 10 đến ngày 18 tháng 12 năm 2020. Tại Việt Nam, light novel được phát hành bởi Amak Books cùng Nhà xuất bản Dân Trí.

## Nội dung
Lấy bối cảnh trong một thế giới giống như thời Trung cổ nơi ma thuật tồn tại, xoay quanh cô phù thủy Elaina du hành trên thế giới, đến thăm nhiều nơi và con người khác nhau. Mỗi câu chuyện kể về từng mẩu chuyện mà cô trải qua trong chuyến phiên lưu.
Về cơ bản, từng nội dung hầu như chỉ xoay quanh từng chương truyện, nhưng đôi khi có thể kết nối giữa các tập.
Light novel cơ bản được kể theo ngôi kể thứ nhất hoặc từ người khác và không sử dụng góc nhìn của người thứ ba.

## Nhân vật
Elaina (イレイナ Ireina)
Lồng tiếng bởi: Hondo Kaede
Nhân vật chính của truyện. Elaina đọc những câu truyện kể về cuộc phiêu lưu của một phù thủy tên Nike từ khi còn nhỏ và bị cuốn hút. Cô quyết định trở thành phù thủy với biệt danh "Phù thủy tro tàn" và đi phiêu lưu khắp thế giới. Câu truyện đều được kể qua cuốn nhật ký mà cô viết trong suốt quá trình du ngoạn của mình.
Frann (フラン Furan)
Lồng tiếng bởi: Hanazawa Kana
Được biết đến với danh hiệu "Phù thủy Bụi sao" và cũng là sư phụ của Elaina, sống ở một vùng đất xa xôi. Cô cùng với Sheila, là học trò của Níke.
Saya (サヤ)
Lồng tiếng bởi: Kurosawa Tomoyo
Một phù thủy tập sự từ vùng đất Đông Quốc, từng làm việc trong một nhà trọ nơi Elaina trú lại và cô từng trộm trâm cài phù thủy của Elaina và bị phát hiện. Sau khi được sự dạy dỗ của Elaina, cô cố gắng trở thành phù thủy chính thức và lấy biệt danh "Phù thủy Than" để có thể sánh ngang với Elaina. Cô bắt đầu làm việc dưới quyền Sheila tại Hiệp hội Thống nhất Pháp thuât.
Sheila (シーラ Shīra)
Lồng tiếng bởi: Yōko Hikasa
Được biết đến với cái tên "Phù thủy bóng đêm", cô là thành viên của Hiệp hội Thống nhất Pháp thuật, tổ chức điều tra việc lạm dụng phép thuật, đồng thời là người dạy phép thuật của Saya và Mina. Cô cùng với Fran, từng là học trò của Niké.
Mina (ミナ)
Lồng tiếng bởi: Minami Takahashi
Em gái của Saya. Trong khi cô có vẻ nghiêm nghị và xa cách, cô thực sự có một tình yêu mù quáng với chị gái mình. Cô bị tách khỏi Saya khi cô bắt đầu làm việc dưới quyền Sheila tại Hiệp hội Thống nhất Pháp thuật, chị gái cô trở thành một phù thủy chính thức trong khi Saya vẫn còn là tập sự. Cô ghen tị vì Saya luôn luôn gần gũi với Elaina.

## Truyền thông

### Light Novel
Series được viết bởi Shiraishi Jōgi, có nguyên bản là một sách điện tử (e-book) trên Kindle của Amazon vào năm 2014, nhưng nó có số lượng người đọc thấp. Shiraishi sau đó bắt đầu quảng cáo series trên bảng thông báo VIP của 2channel và thành công thu hút lượng lớn fan. Với điều này, nhà xuất bản SB Creative bắt đầu in tiểu thuyết ở định dạng light novel dưới ấn bản GA Novel cùng với hình minh họa bởi Azure vào tháng 4 năm 2016.
Ở Việt Nam đang được Amak books phát hành từ năm 2017.

### Manga
Chuyển thể manga do Nanao Itsuki thực hiện từ tháng 11 năm 2018 trong phần mềm điện thoại và website Manga UP! từ nhà xuất bản Square Enix, khi xuất bản quyển đầu tiên của series vào tháng 4 năm 2019.

### Anime
Chuyển thể anime truyền hình được công bố trong livestream của sự kiện "GA Fes 2019" vào ngày 19 tháng 10 năm 2019. Series do hãng phim C2C thực hiện và được đạo diễn bởi Kubooka Toshiyuki, với Fudeyasu Kazuyuki biên kịch, và Oda Takeshi thiết kế nhân vật.

## Đón nhận
Series light novel đứng thứ 9 vào năm 2018 trong sách hướng dẫn light novel thường niên Kono Light Novel ga Sugoi! của Takarajimasha, trong thể loại tankōbon. Series đứng thứ 6 vào năm 2019.